# Dieterle-Dessau
Dieterle-Dessau en Dreipunkt zijn Duitse historische merken van fietsen en motorfietsen van dezelfde fabrikant.
De bedrijfsnaam was: W. Dieterle, Dessau.
W. Dieterle begon in 1924 met de productie van zijn "Dieterle-Dessau" en "Dreipunkt"-motorfietsen. De tijd leek daarvoor gunstig, want er was in de jaren na de Eerste Wereldoorlog wel behoefte aan goedkope vervoermiddelen, maar het nadeel was dat honderden Duitse bedrijven in die periode op hetzelfde idee kwamen. Dieterle bouwde 350cc-tweetaktmotoren maar waarschijnlijk ook een 198cc-model met een zijklepmotor met een zogenaamde “Auspuff-Injektor”, die het vermogen moest verhogen, en een 248cc-zijklepper. De concurrentie nam sterk toe en er waren fabrikanten die sterkere maar ook goedkopere modellen leverden. Dat en de toenemende inflatie betekende dat het bedrijf in 1926 de productie moest staken.